# 不里阿耳王侯表
不里阿耳王侯表，是一份手抄手稿，包括一些早期保加利亞統治者名稱與他們咄陸氏族來源(把他們與阿提拉一族聯繋起來)。全書用教會斯拉夫語寫成，但有大量保加爾語字眼。
不里阿耳王侯表最早在十九世纪六十年代被俄羅斯學者亞歷山大·波波夫發現，到目前為止，俄羅斯三個文件的副本已被發現。其中最早的烏瓦羅夫抄本，日期是15世紀和其他兩個Pogodin抄本和莫斯科抄本，從16世紀。手稿名稱的拼寫有一定的差異，書中保加爾統治者頭銜是王，不是可汗。